# ジロ・デ・イタリア 1950
ジロ・デ・イタリア 1950は、ジロ・デ・イタリアの33回目のレース。1950年5月24日から6月13日まで行われた。全18区間。全行程3977km。 スイスのユーゴ・コブレが、イタリア国籍以外の選手として初めてジロ・デ・イタリアで総合優勝を果たした。

## 総合成績
|    | 選手名                       | 国籍     | 時間            |
| -- | ---------------------------- | -------- | --------------- |
| 1  | ユーゴ・コブレ               | スイス   | 117時間28分03秒 |
| 2  | ジーノ・バルタリ             | イタリア | + 5分12秒       |
| 3  | アルフレード・マルティーニ   | イタリア | + 8分41秒       |
| 4  | フェルディナント・キュプラー | スイス   | + 8分45秒       |
| 5  | ルチアーノ・マッジーニ       | イタリア | + 10分49秒      |
| 6  | フィオレンツォ・マーニ       | イタリア | + 12分14秒      |
| 7  | シルヴィオ・ペドローニ       | イタリア | + 13分07秒      |
| 8  | ルチアーノ・ペッツィ         | イタリア | + 14分34秒      |
| 9  | ジュリオ・ブレスチ           | イタリア | + 18分08秒      |
| 10 | パオロ・ジュディーチ         | イタリア | + 20分05秒      |

## マリア・ローザ保持者
| 選手名                     | 国籍     | 区間     |
| -------------------------- | -------- | -------- |
| オレステ・コンテ           | イタリア | 第1      |
| フリッツ・シェーア         | スイス   | 第2-第6  |
| アルフレード・マルティーニ | イタリア | 第7      |
| ユーゴ・コブレ             | スイス   | 第8-最終 |

## 山岳賞
| 山岳賞 | ユーゴ・コブレ           |
| 2位    | ジーノ・バルタリ         |
| 3位    | ヴォットリオ・ロッセッロ |